# Dzwoneczek
Dzwoneczek, Blaszany Dzwoneczek (ang. Tinker Bell) – postać fikcyjna, bohaterka sztuki teatralnej i powieści Piotruś Pan szkockiego pisarza J.M. Barriego, jej licznych filmowych ekranizacji oraz dzieł nią inspirowanych. Wróżka, przyjaciółka Piotrusia Pana.

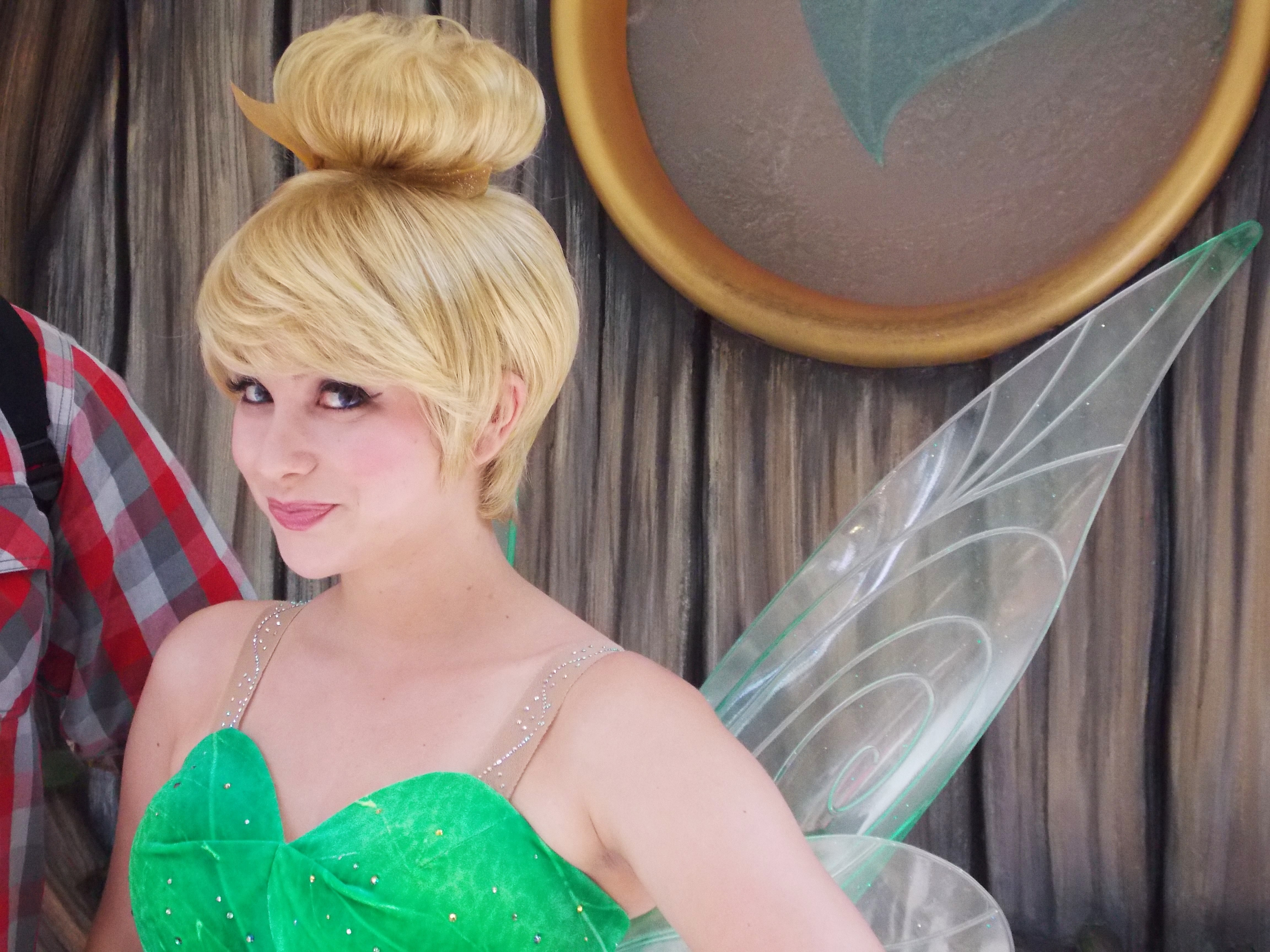
Dzwoneczek w Disneylandzie

Jest wielkości ludzkiej dłoni, potrafi latać. Posiada magiczne światełko, które gaśnie tylko wtedy, gdy wróżka zasypia. Posługuje się mową wróżek. Długoletnia przyjaciółka Piotrusia Pana, niezwykle zazdrosna o każdą dziewczynę, która się do niego zbliżyła – w tym Wendy Darling – ale potrafiąca narażać dla niego własne życie.
Dzwoneczek obecna jest w licznych ekranizacjach i adaptacjach twórczości Barriego. Po raz pierwszy pojawiła się na ekranie w filmie Piotruś Pan z 1924, w reżyserii Herberta Brenona, w postać wcieliła się Virginia Brown Faire.  Inspiracją do stworzenia animowanej postaci Dzwoneczka w filmie z 1953 roku była aktorka Margaret Kerry. W Hooku Stevena Spielberga (1991) zagrała ją Julia Roberts, a w Piotrusiu Panie z 2003, w reżyserii P.J. Hogana – Ludivine Sagnier. W serialu Dawno, dawno temu Rose McIver wcielała się w Zieloną Wróżkę/Dzwoneczka.
W 2008 Disney wyprodukował film animowany Dzwoneczek o czasach, zanim wróżka poznała Piotrusia Pana. Doczekał się on licznych kontynuacji: Dzwoneczek i zaginiony skarb (2009), Dzwoneczek i uczynne wróżki, Wielkie zawody w Przystani Elfów (krótkometrażowy, 2011), Dzwoneczek i sekret magicznych skrzydeł (2012), Dzwoneczek i tajemnica piratów (2012), Dzwoneczek i bestia z Nibylandii (2015). Głosu udzielała jej Mae Whitman.
Dzwoneczek występuje w Disneylandzie i innych parkach tematycznych Disneya, a także w rewii Disney on Ice.